# Manol Konomi
Manol Konomi (Poliçan, 24 novembre 1910 – Tirana, 3 giugno 2002) è stato un avvocato, giudice e politico albanese, Ministro della giustizia dal 1944 al 1951 e tra i primi giudici della Corte costituzionale d'Albania nel 1992.

## Biografia
Nacque il 24 novembre 1910 a Poliçan, nella prefettura di Argirocastro. Dopo aver frequentato la scuola elementare nella città natale, ha proseguito gli studi secondari a Giannina e Corfù per poi iscriversi presso l'Università di Tolosa, dove si è laureato in scienze politiche ed economiche. Nel 1940 ha conseguito un dottorato in giurisprudenza presso l'Università degli Studi di Perugia.
Tornato in patria iniziò ad esercitare la professione di procuratore a Coriza nel 1937 ma già dal periodo degli studi in Francia era rimasto in contatto con la resistenza albanese. Nel luglio 1942 si unì al Partito del Lavoro d'Albania, venendo poco dopo arrestato dalle autorità fasciste e internato nel campo di Porto Romano in Italia. Liberato dopo l'armistizio di Cassibile, tornò in Albania dove prese parte al congresso di Përmet; a Përmet gli fu assegnata una delega agli affari giudiziari, venendo poi nominato Ministro della giustizia nel Governo Democratico dell'Albania guidato da Enver Hoxha. Alle elezioni parlamentari del 1945 fu eletto all'Assemblea del popolo, rimanendo in carica fino al 1954. Fu inoltre direttore dell'Istituto delle scienze, antesignano dell'Accademia delle Scienze.
Nel 1951 manifestò il suo forte dissenso all'emanazione della decisione n° 150 del 26 febbraio, che sancì la sommaria condanna a morte di 22 persone arbitrariamente considerate responsabili dell'attentato all'ambasciata dell'Unione Sovietica di Tirana, venendo quindi rimosso dall'incarico di Ministro e venendo escluso dal comitato centrale del partito.
Nel 1992 fu nominato tra i primi giudici della neonata Corte costituzionale, rimanendo in carica fino al 1997.